# Chapelle Notre-Dame de Coulaures
La chapelle Notre-Dame du Pont est une chapelle catholique située à Coulaures, en France.
Elle fait l'objet d'une protection au titre des monuments historiques.

## Localisation
La chapelle est située dans le département français de la Dordogne, dans le village de Coulaures, à côté du pont sur l'Isle.

## Historique
La création de la première chapelle Notre-Dame est plus ou moins légendaire. Au XIIIe siècle, le seigneur de Lafaye de Chardeuil étant parti en campagne, s'est trouvé sur le point de faire naufrage dans le golfe de Gascogne. Il fit le vœu, s'il sortait indemne de ce danger, de construire une chapelle en l'honneur de la Vierge. Revenu sain et sauf, il a fait construire une petite chapelle sur l'arche du pont franchissant l'Isle. Elle avait cinq pieds de largeur sur trois de longueur.
De fortes crues, après le milieu du XVe siècle emportèrent une partie du pont avec la chapelle. Un acte de vente par Jean de Châtillon, comte de Périgord, daté du 31 août 1450 indique que l'église Saint-Martin et la chapelle Notre-Dame de Pitié du pont sont comprises dans les limites de la seigneurie de Coulaures vendue à Pierre de Duret.
Pendant plusieurs années il n'a pas été question de la reconstruire. Après huit années consécutives de ravages dus à la grêle et aux inondations dans les paroisses de Coulaures, Saint-Jory, Lasbloux, Saint-Germain-des-Prés, Saint-Pantaly-d'Excideuil et Mayac, les habitants les ont attribué à la destruction de la chapelle. Ils ont décidé de la reconstruire mais non pas sur le pont, mais plus près de l'église paroissiale, sur le bord de la Loue sur un terrain donné par la famille de Lestrade de Conty. La chapelle construite à l'endroit qu'elle occupe actuellement avait 23 pieds de large sur 10 pieds de profondeur. La paroisse s'y rendait en procession chaque année, le lundi de Pentecôte. Depuis la construction de la chapelle, les récoltes sont devenues abondantes et les faveurs obtenues se sont fait connaître au loin. Une partie du chapitre de Périgueux s'y rendait le 15 août pour la fête de l'Assomption et y célébrait des messes. La dévotion permettait d'obtenir des sommes importantes.
En 1679, la chapelle est agrandie grâce à la libéralité de la famille de Lestrade de Conty. Sa longueur est portée à 33 pieds en conservant sa largeur de 23 pieds. Elle est fermée seulement par une grille, de 23 pieds de large et 10 pieds de hauteur, pour permettre aux habitants de voir et faire leurs dévotions sans entrer dans la chapelle. Les pèlerins venaient de loin, surtout pour la fête de l'Assomption et celle de la Nativité de la Vierge Marie, le 8 septembre.
Pendant la Révolution, la chapelle est considérée comme un bien national. Elle est vendue au citoyen Grandchamp Henry qui souhaitait la transformer en cabaret. Les habitants du pays se sont opposés à ce projet, et l'acheteur a dû s'enfuir. N'ayant pas payé le prix de la chapelle, elle est restée la propriété de la commune. La grille est démontée sur ordre du maire et la statue de la Vierge est prise par une femme pieuse pour la mettre à l'abri. La statue est ramenée dans la chapelle après la fin des troubles.
La chapelle est restaurée en 1861. Cette restauration a surtout concerné l'intérieur.

## Protection
L'édifice est inscrit au titre des monuments historiques le 11 mai 1938.

## Architecture
Le plan de la chapelle est rectangulaire à nef unique avec un plafond lambrissé.

## Mobilier
La chapelle possède un autel aux colonnes sculptées et un retable montrant l'Assomption de la Vierge.

## Vitraux
Les vitraux décorant les fenêtres ont été exécutées par le maître verrier Jean Besseyrias de Périgueux, en 1876.

## Galerie de photos

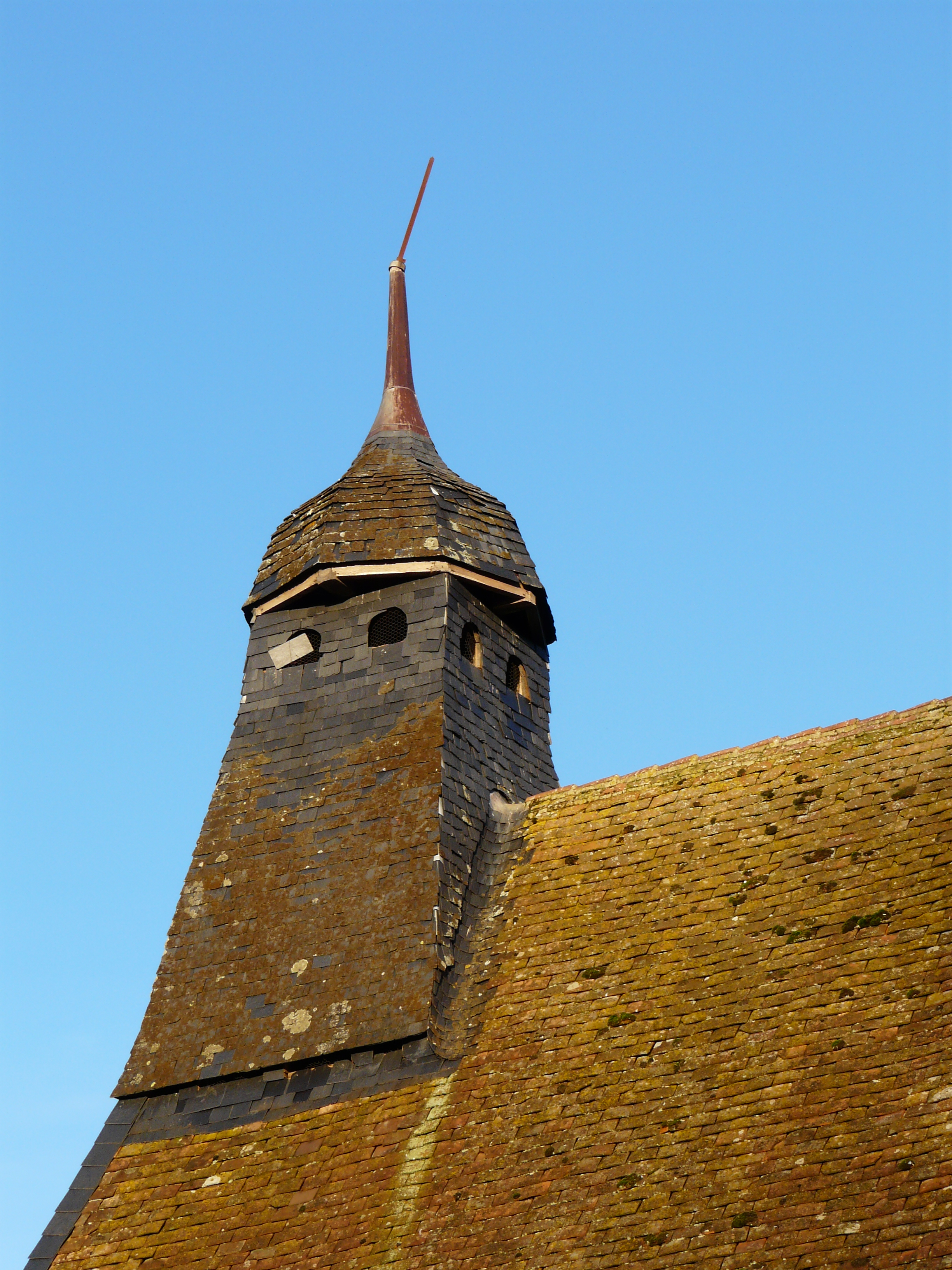
Clocheton
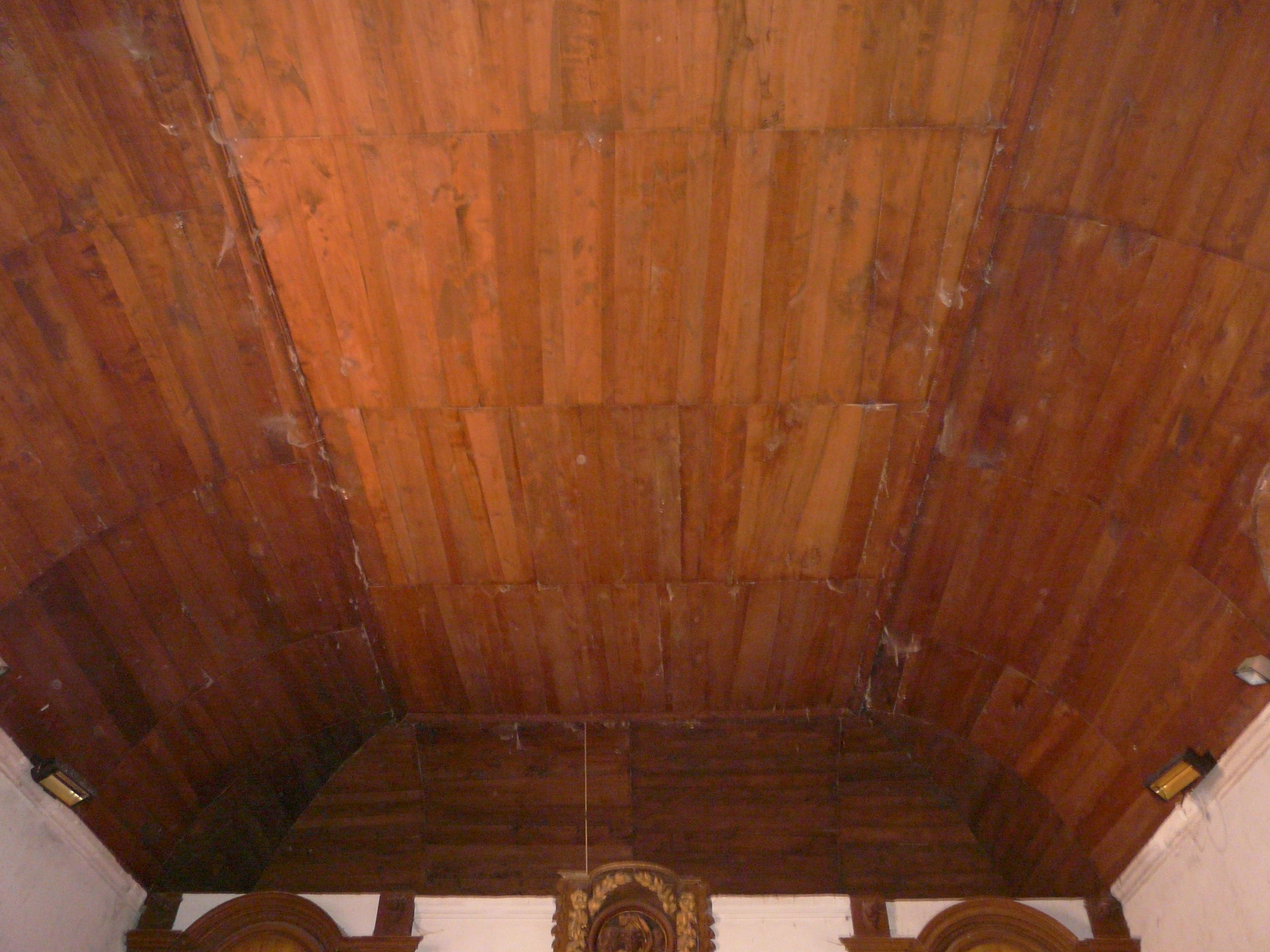
Plafond lambrissé
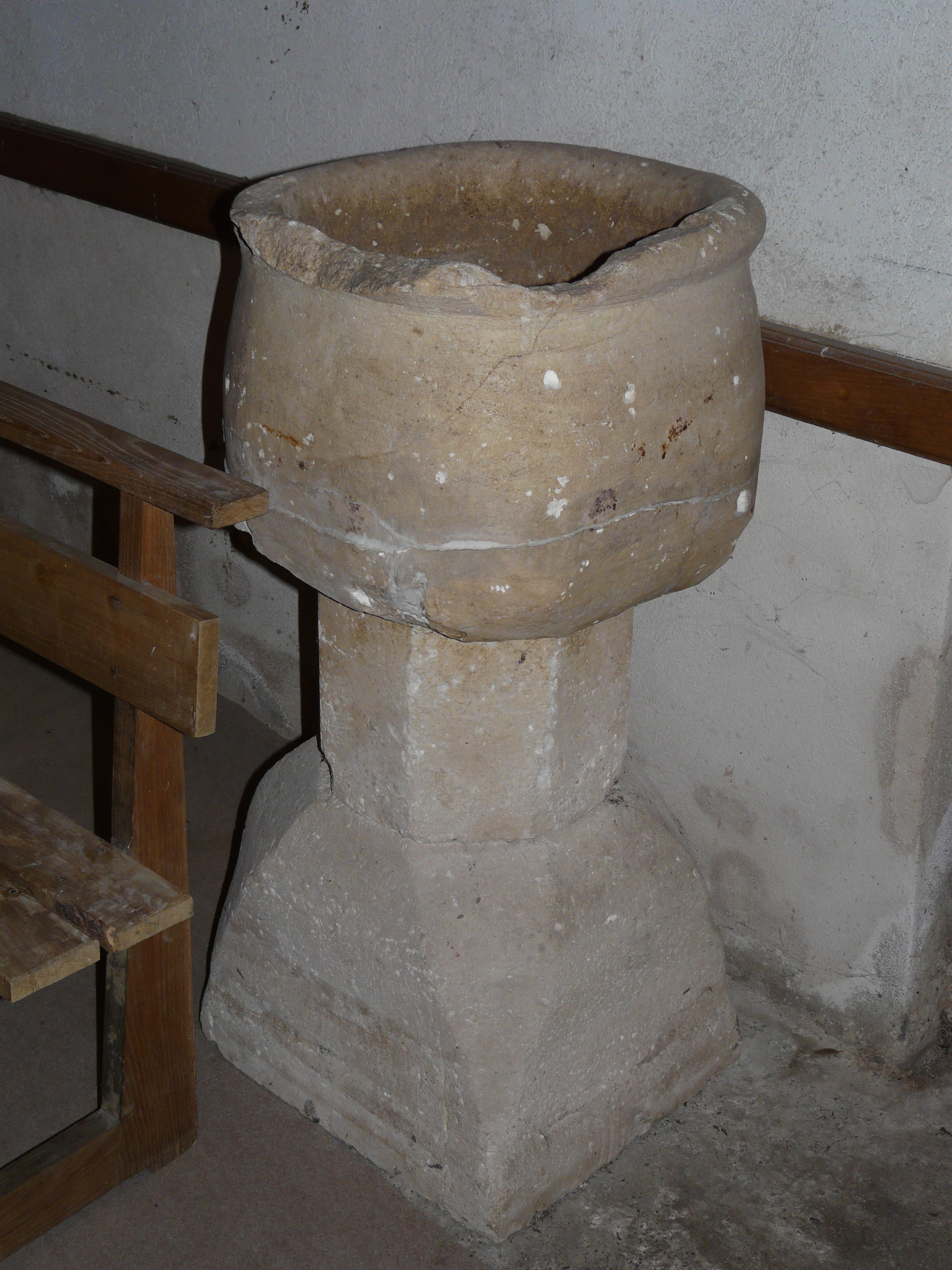
Bénitier
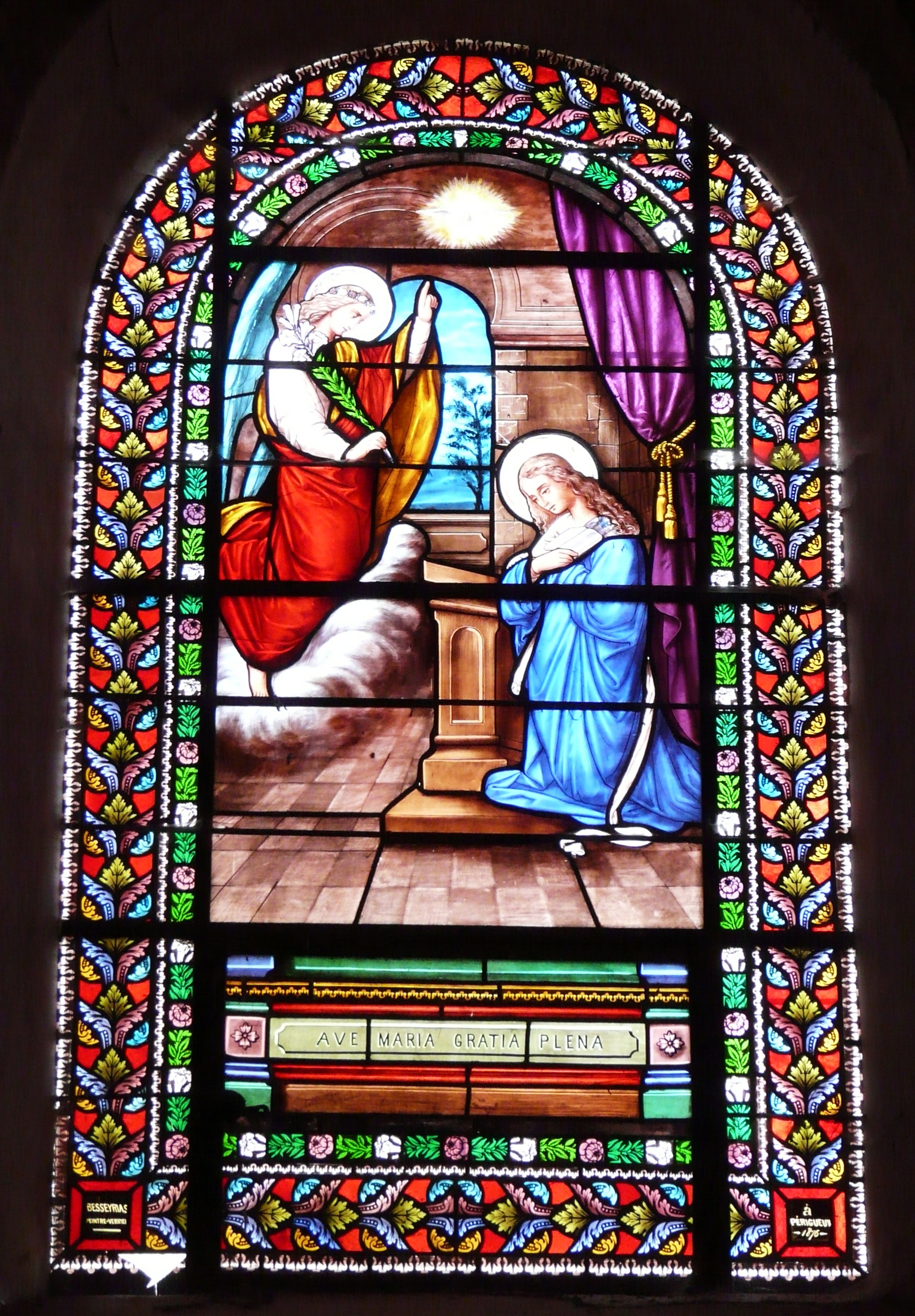
Vitrail de l'Annonciation de Jean Besseyrias de 1876